# Colli Albani - Parco Appia Antica (métro de Rome)
Colli Albani - Parco Appia Antica est une station de la ligne A du métro de Rome. Elle est située sur la via Appia Nuova.

## Situation sur le réseau
Établie en souterrain, la station Colli Albani - Parco Appia Antica de la ligne A du métro de Rome, est située entre les stations Furio Camillo en direction de Battistini, et Arco di Travertino, en direction d'Anagnina.

## Histoire
La station Colli Albani - Parco Appia Antica est mise en service le 19 février 1980, lors de l'ouverture de l'exploitation de la première section, de la ligne A, entre les stations Ottaviano - San Pietro - Musei Vaticani et Cinecittà.